# Линдведель
Линдведель (нем. Lindwedel) — община в Германии, в земле Нижняя Саксония.
Входит в состав района Фаллингбостель. Подчиняется управлению Швармштедт. Население составляет 2631 человек (на 31 декабря 2010 года). Занимает площадь 16,56 км².
Коммуна подразделяется на 2 сельских округа.